# Donje Jame
Donje Jame is een plaats in de gemeente Glina in de Kroatische provincie Sisak-Moslavina. De plaats telt 64 inwoners (2001).